# Lagidium ahuacaense
Lagidium ahuacaense é uma espécie de roedor da família Chinchillidae.
Endêmica do Equador, sua descrição foi baseada em análises de citocromo b mitocondrial e espécimens obtidos em Cerro El Ahuaca.